# 布瓦斯罗勒
布瓦斯罗勒（法語：Boisserolles，法語發音：[bwasʁɔl]）是法国德塞夫勒省的一个旧市镇，属于尼奥尔区。2018年，布瓦斯罗勒与邻近的3个市镇合并为新市镇普莱讷达尔让松。

## 地理
布瓦斯罗勒（46°6'48"N, 0°28'16"W）面积8.64 平方千米，位于法国新阿基坦大区德塞夫勒省，该省份为法国西部内陆省份，北起曼恩-卢瓦尔省，西接旺代省，南至夏朗德省和滨海夏朗德省，东临维埃纳省。
与布瓦斯罗勒接壤的市镇（或旧市镇、城区）包括：布托讷河畔圣塞沃兰、孔泰斯新城、贝尔维尔、圣艾蒂安-拉西戈涅、勒韦尔、维利耶昂布瓦。

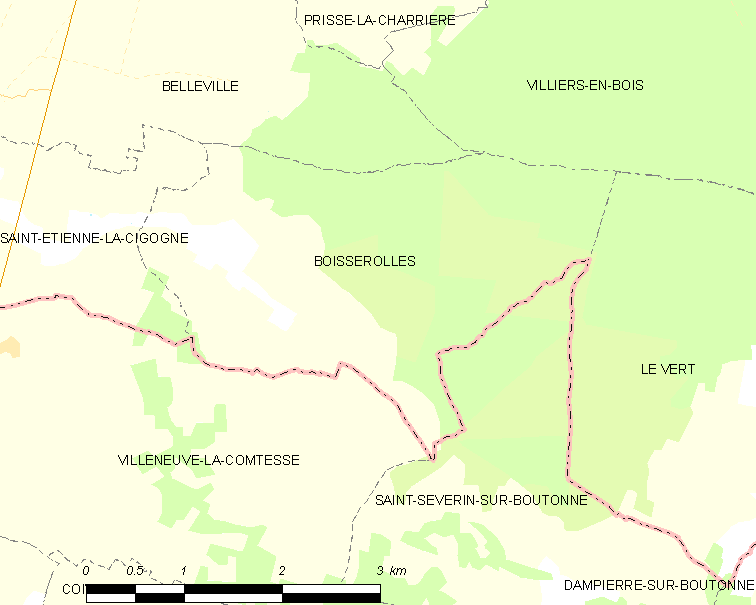
布瓦斯罗勒的OSM定位图

布瓦斯罗勒的时区为UTC+01:00、UTC+02:00（夏令时）。

## 行政
布瓦斯罗勒的邮政编码为79360，INSEE市镇编码为79039。

## 政治
布瓦斯罗勒所属的省级选区为米尼翁-布托讷县。

## 人口

1962-2008年间布瓦斯罗勒人口变化图示

布瓦斯罗勒于2018年1月1日时的人口数量为47人。